# Browallia americana
La botanera de Caracas (Browallia americana) es una especie de planta fanerógama perteneciente a la familia de las solanáceas. Es originaria de zonas tropicales de América Latina, desde México y el Caribe, al sur con Perú y Brasil. 

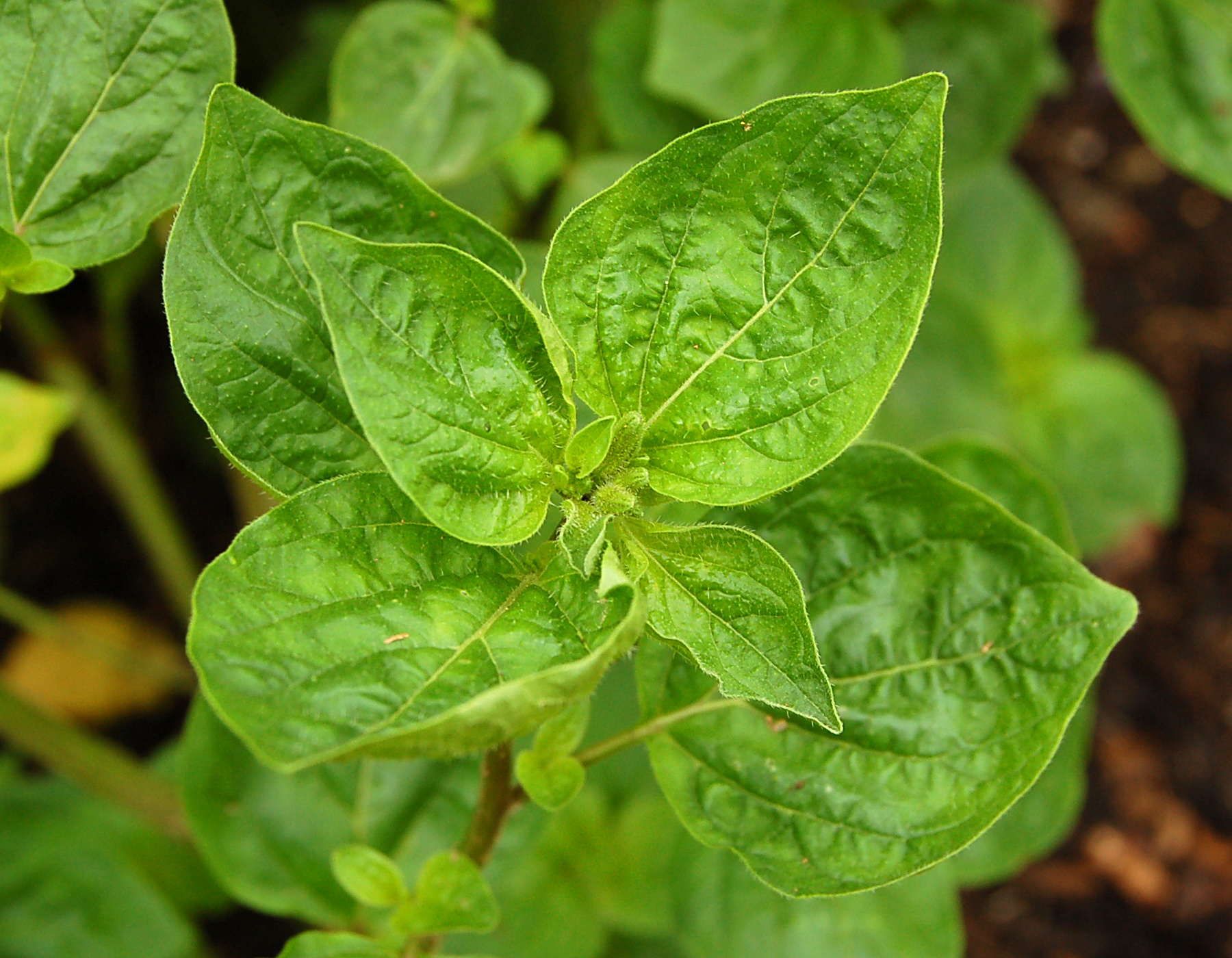
Hojas de Browallia americana

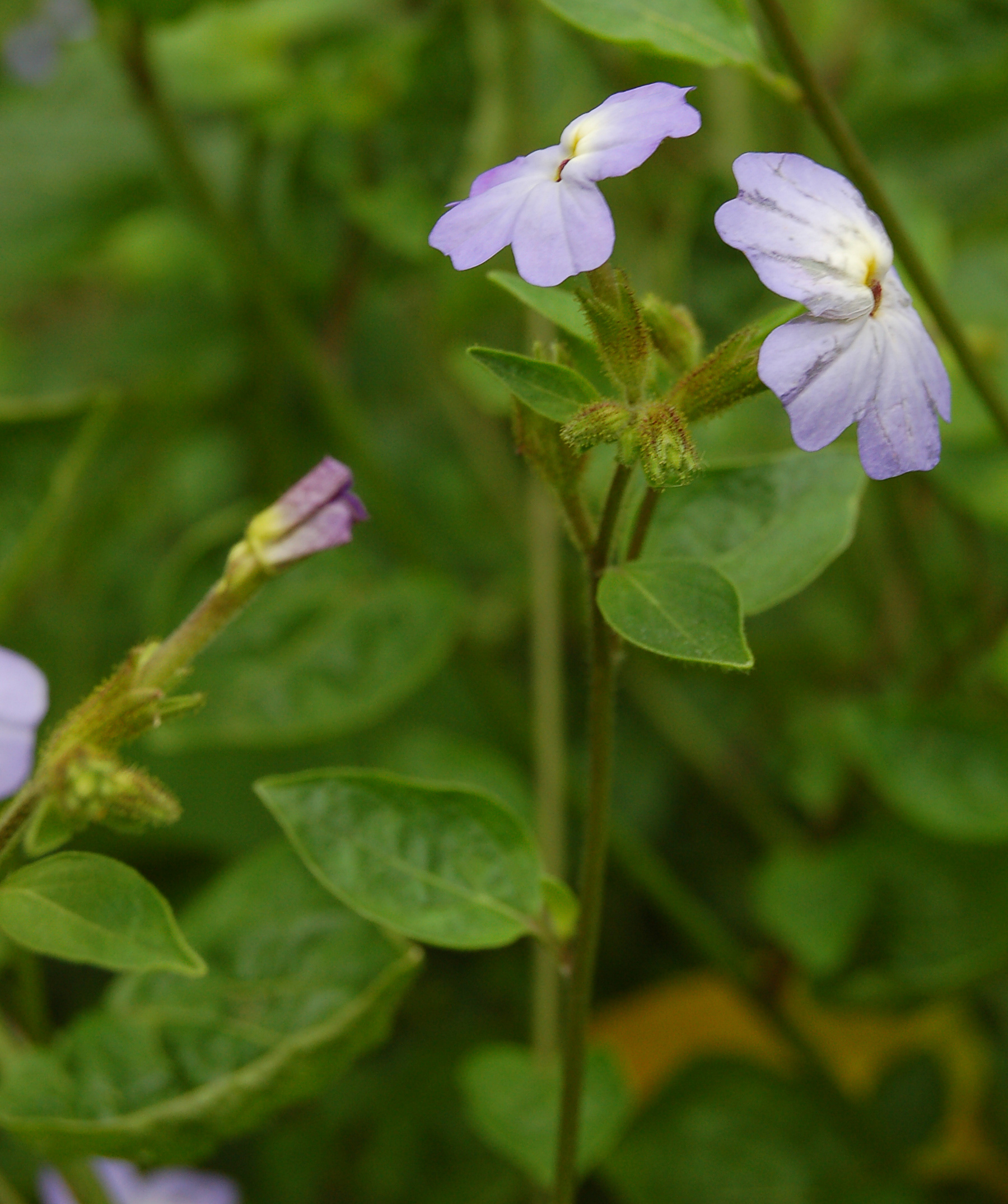
Inflorescencia

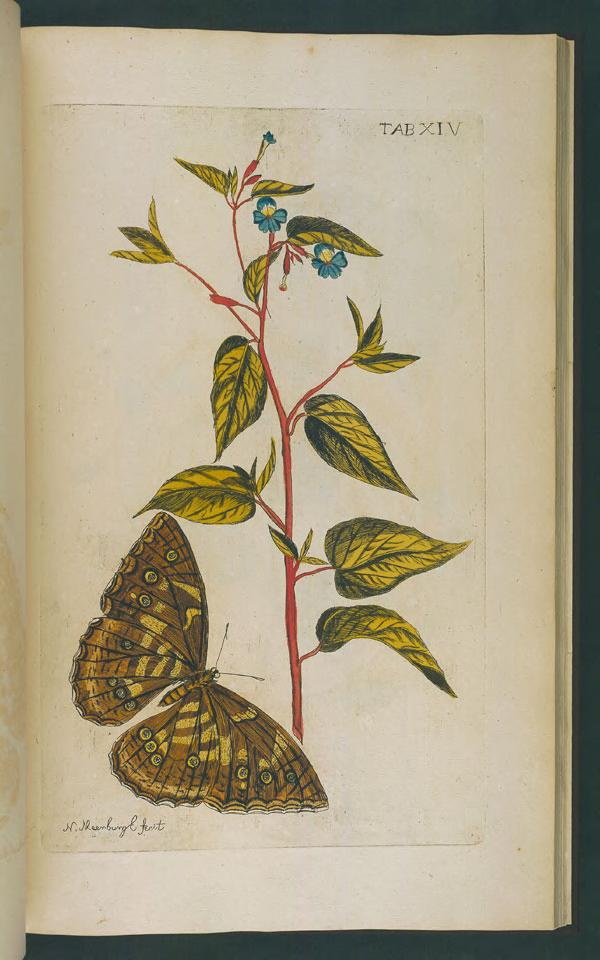
Ilustración de 1775

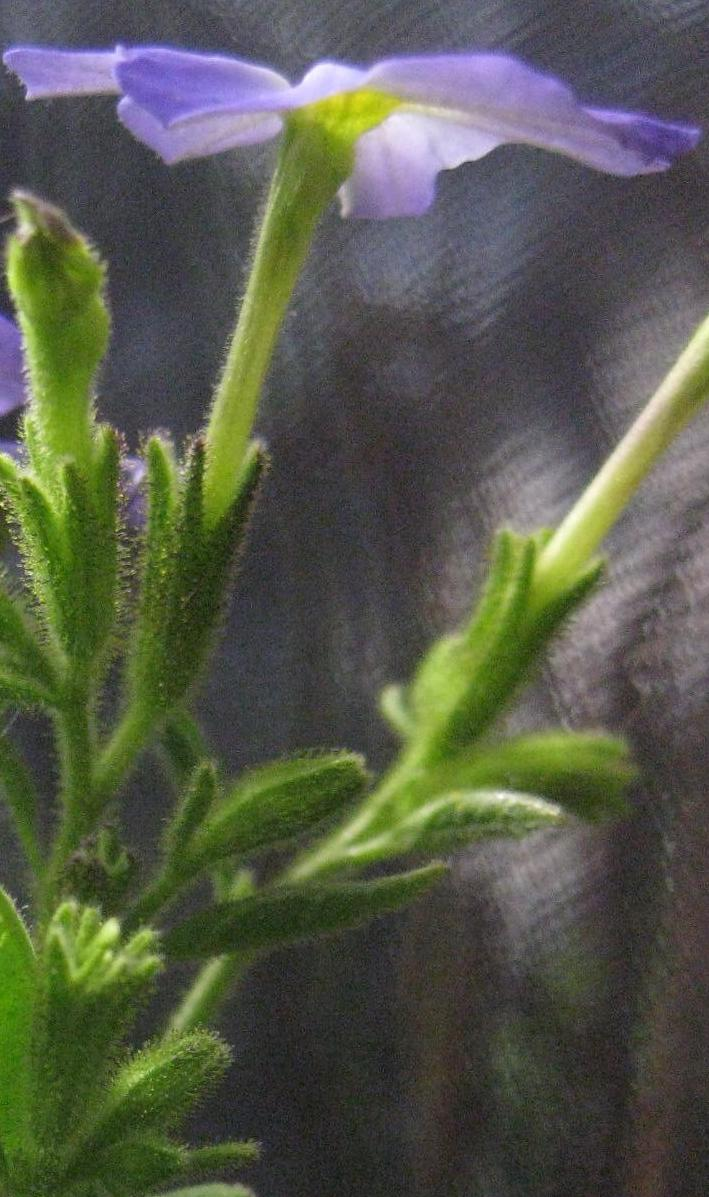
Flor de Browallia americana

## Descripción
Son hierbas erectas o decumbentes, que alcanzan un tamaño de hasta 70 cm de alto, pubescencia de tricomas simples o glandulares, cortos; tallos delgados, puberulentos con tricomas. Hojas simples, ovadas, de 2–7 cm de largo y 1.5–4 cm de ancho, ápice agudo o acuminado, base cuneada o acuminada, enteras, ciliadas. Inflorescencia de flores solitarias o en pares, abrazadas por una hoja reducida, a veces agregadas o de apariencia racemosa, pedicelos 3–6 (–15) mm de largo, a veces glandulosos, flores pequeñas pero vistosas, zigomorfas; cáliz cupuliforme, 5–10 mm de largo, conspicuamente nervado cuando seco, mayormente puberulento y frecuentemente glanduloso, los 5 lobos subiguales y agudos; corola hipocrateriforme, 10–15 mm de diámetro, azul, malva o purpúrea con un ojo blanco o blanca con un ojo amarillo, el tubo 10–15 mm de largo, angosto y puberulento, los 4 lobos poco profundos y de diferente ancho, la garganta tapada por la parte posterior de los filamentos superiores; estambres 4, didínamos, anteras amarillas, con dehiscencia longitudinal; ovario apicalmente pubescente, el estigma aparentemente 4-lobado. Fruto una cápsula erecta contenida en el cáliz papiráceo; semillas numerosas, rectangulares, 0.4–0.7 mm de largo, foveoladas, cafés, embrión casi recto.

## Distribución y hábitat
Es una especie común que se encuentra en los bosques alterados o como maleza en pastizales y orillas de caminos, a una altitud de 0–1200 metros, más común entre 300–800 m; fl y fr todo el año; desde México a Perú, Venezuela y en las Antillas.

## Taxonomía
Browallia americana fue descrita por Carlos Linneo y publicado en Species Plantarum 2: 631. 1753. La especie tipo es: Browallia americana L. 
Etimología
Browallia: nombre genérico otorgado en honor de Johannes Browallius (1707 - 1755), también conocido como Johan Browall, un botánico sueco, médico y obispo.
americana: epíteto geográfico que alude a su localización en América.
Sinonimia
- Browallia cordata G.Don
- Browallia demissa L.
- Browallia dombeyana Dammer
- Browallia elata L.
- Browallia elongata Kunth
- Browallia exaltata E.Fourn.
- Browallia grandiflora Graham
- Browallia grandiflora Lindl.
- Browallia lactea G.Don
- Browallia linnaeana Spreng.
- Browallia melanotricha Brandegee
- Browallia nervosa Miers
- Browallia peduncularis Benth.
- Browallia pulchella Lehm.
- Browallia pulchella H.Vilm.
- Browallia tenella Miers
- Browallia viscosa Kunth
- Nierembergia petunioides Dunal[4]